# Mesobuthus faiki
Espèce
Mesobuthus faiki est une espèce de scorpions de la famille des Buthidae.

## Distribution
Cette espèce est endémique de Turquie.  Elle se rencontre dans les provinces de Gaziantep, de Kilis, de Kahramanmaraş, de Şanlıurfa, de Diyarbakır, de Mardin, de Siirt et de Şırnak.

## Description
Le mâle holotype mesure 43,24 mm et la femelle paratype 46,65 mm, les mâles mesurent de 37,7 à 45,85 mm et les femelles de 38,01 à 48,75 mm.

## Systématique et taxinomie
Cette espèce a été décrite Yağmur, Kovařík et Fet en 2024.

## Étymologie
Cette espèce est nommée en l'honneur de Mehmet Faik Yağmur. 

## Publication originale
- Yağmur, Kovařík, Fet, Hussen, Kurt, Al-Khazali, Kachel & Al-Fanharawi, 2024 : « New records of Mesobuthus mesopotamicus (Penther, 1912) in Iraq and Mesobuthus faiki sp. n. from Turkey (Scorpiones: Buthidae). » Euscorpius, no 388, p. 1-22 (texte intégral)